# Fenylonitropropen
Fenylonitropropen – organiczny związek chemiczny z grupy aromatycznych związków nitrowych.
Fenylonitropropen otrzymać można w reakcji benzaldehydu z nitroetanem w obecności katalizatora zasadowego. Katalityczna redukcja fenylonitropropenu (np. za pomocą niklu) prowadzi do amfetaminy. Fenylonitropropen można również zredukować do fenyloacetonu (prekursora metamfetaminy) za pomocą borowodorku sodu, a następnie hydrolizy grupy nitrowej nadtlenkiem wodoru i węglanem potasu. 

Synteza 1-fenylo-2-nitropropenu